# بیانلو (بیجار)
بیانلو (بیجار)، روستایی از توابع بخش مرکزی شهرستان بیجار در استان کردستان ایران است.

## جمعیت
این روستا در دهستان سیلتان قرار دارد و براساس سرشماری مرکز آمار ایران در سال ۱۳۸۵، جمعیت آن ۶۰۴ نفر (۱۴۸خانوار) بوده‌است. روستای بیانلو یکی از بزرگترین روستاهای شهرستان بیجار است که در شمال رودخانه قزل اوزن قرار دارد و مردم آن به زبان ترکی آذربایجانی صحبت می کنند.